# Neolamprologus chitamwebwai
Neolamprologus chitamwebwai är en fiskart som beskrevs av Piet Verburg och Bills 2007. Neolamprologus chitamwebwai ingår i släktet Neolamprologus och familjen Cichlidae. Inga underarter finns listade i Catalogue of Life.